# 齿盖贯众
齿盖贯众（学名：Cyrtomium tukusicola）为鳞毛蕨科贯众属下的一个种。

## 扩展阅读
- 維基物種上的相關：齿盖贯众